# Hotboii
Javarri Latre Walker (n. 13 iunie 2000, Orlando, Florida, SUA), cunoscut profesional ca Hotboii (deseori stilizat ca H O T B O I I sau HOTBOII) este un rapper american.